# Abrîkosivka (Kirovske)
Abrîkosivka (în ucraineană Абрикосівка) este localitatea de reședință a comunei Abrîkosivka din raionul Kirovske, Republica Autonomă Crimeea, Ucraina.

## Demografie
Componența lingvistică a localității Abrîkosivka
     Rusă (78,43%)
     Tătară crimeeană (10,35%)
     Ucraineană (8,53%)
     Belarusă (1,46%)
     Alte limbi (0,15%)
Conform recensământului din 2001, majoritatea populației localității Abrîkosivka era vorbitoare de rusă (78,43%), existând în minoritate și vorbitori de tătară crimeeană (10,35%), ucraineană (8,53%) și belarusă (1,46%).